# Niigata Transys
Niigata Transys Co., Ltd. (新潟トランシス株式会社) est un fabricant japonais de véhicules et d'équipements ferroviaires basé à Chiyoda, Tokyo. Il s'agit d'une filiale d'IHI Corporation et possède une usine à Niigata et des bureaux de représentation à Osaka, Sapporo, Sendai et Niigata. Niigata Transys est le plus grand constructeur de wagons de chemin de fer au Japon.

## Productions

### Véhicule léger sur rail à plancher bas
- Tramway Kumamoto KCT Kumamoto City Transportation Bureau Série 0800
- Tramway Okayama Electric Railway 9200
- Tramway Takaoka Manyosen MLRV1000
- Tramway Toyama Portram TLR0600
- Tramway Toyama Centram série 9000
- Tramway Fukui Echizen
- Tramway Fukui série F1000

### Unités multiples diesel
- Série KiHa 32
- Série KiHa 48
- Série KiHa 85
- Série KiHa 100
- Série KiHa 121
- Série KiHa 122/127
- Série KiHa 126
- Série KiHa 187
- Série KiHa 189
- Série KiHa 200
- Série KiHa 2000
- TH2100
- TH9200
- AT500
- HSOR 100
- HSOR 150
- Série HB-E300
- ET122

### Unités multiples électriques
- Série HK100

## Clients
- Commission du transport en commun de Toronto
  - Voiture plate et grue RT20 (1980)
  - Voiture plate RT21